# Одружена кокетка
Одружена кокетка (англ. Married Flirts) — американська драма режисера Роберта Дж. Віньоли 1924 року з Полін Фредерік, Мей Буш і Конрадом Нейгелом у головних ролях. Сценарій, написаний Джулією Іверс, заснований на бестселері Луїса Джозефа Венса «Місіс Парамор» 1923 року. Драма вважалася досить сміливою на той час, оскільки сюжет зосереджувався на тому, як чоловіків переманювали від їхніх дружин. В одній зі сцен відомі голлівудські зірки грають самих себе на вечірці.

## Сюжет
Неллі Вейн (Полін Фредерік) — письменниця, яка втрачає свого чоловіка через вампіра, який після цього відмовляється від нього, щоб вийти заміж за іншого чоловіка, якого згодом переманює письменниця.

## Збереження
Оскільки в жодному кіноархіві не знайдено жодної копії фільму, «Одружена кокетка» класифікується як втрачений фільм. Остання відома копія фільму була знищена під час пожежі у сховищі MGM у 1965 році.

## У ролях
- Полін Фредерік — Неллі Вейн
- Конрад Нейджел — Перлі Рекс
- Мей Буш — Джилл Ветрелл
- Хантлі Гордон — Пендлтон Вейн
- Пол Ніколсон — Пітер Гренвілль
- Паттерсон Діал — Евелін Дрейкап
- Еліс Холлістер — місіс Келлендер
- Джон Гілберт — камео, гість на вечірці
- Хобарт Хенлі — камео, гість на вечірці
- Роберт З. Леонард — камео, гість на вечірці
- Мей МакЕвой — камео, гість на вечірці
- Мей Мюррей — камео, гість на вечірці
- Ейлін Прінгл — камео, гість на вечірці
- Норма Ширер — камео, гість на вечірці